# Leapmotor

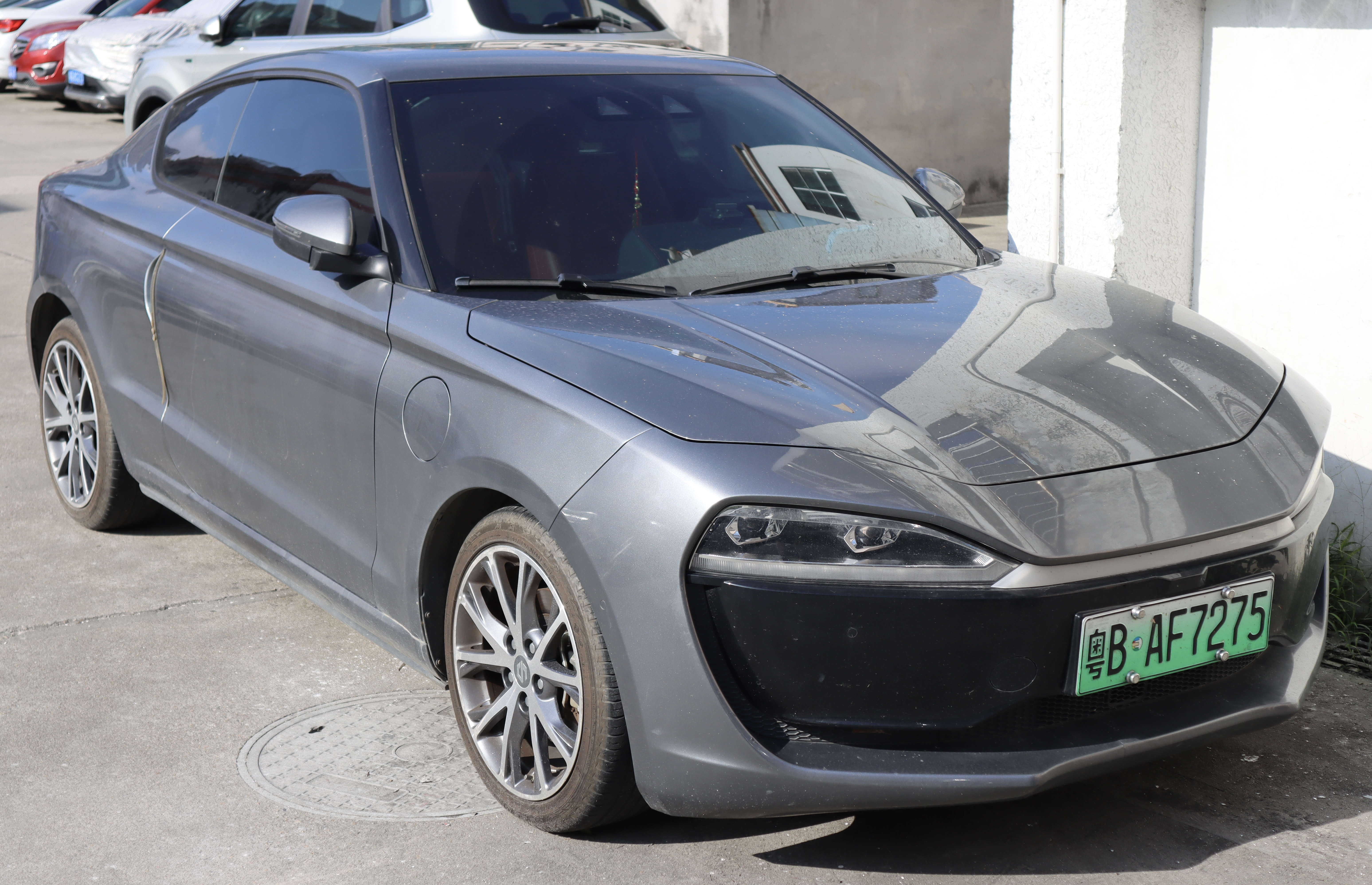
Leapmotor S01

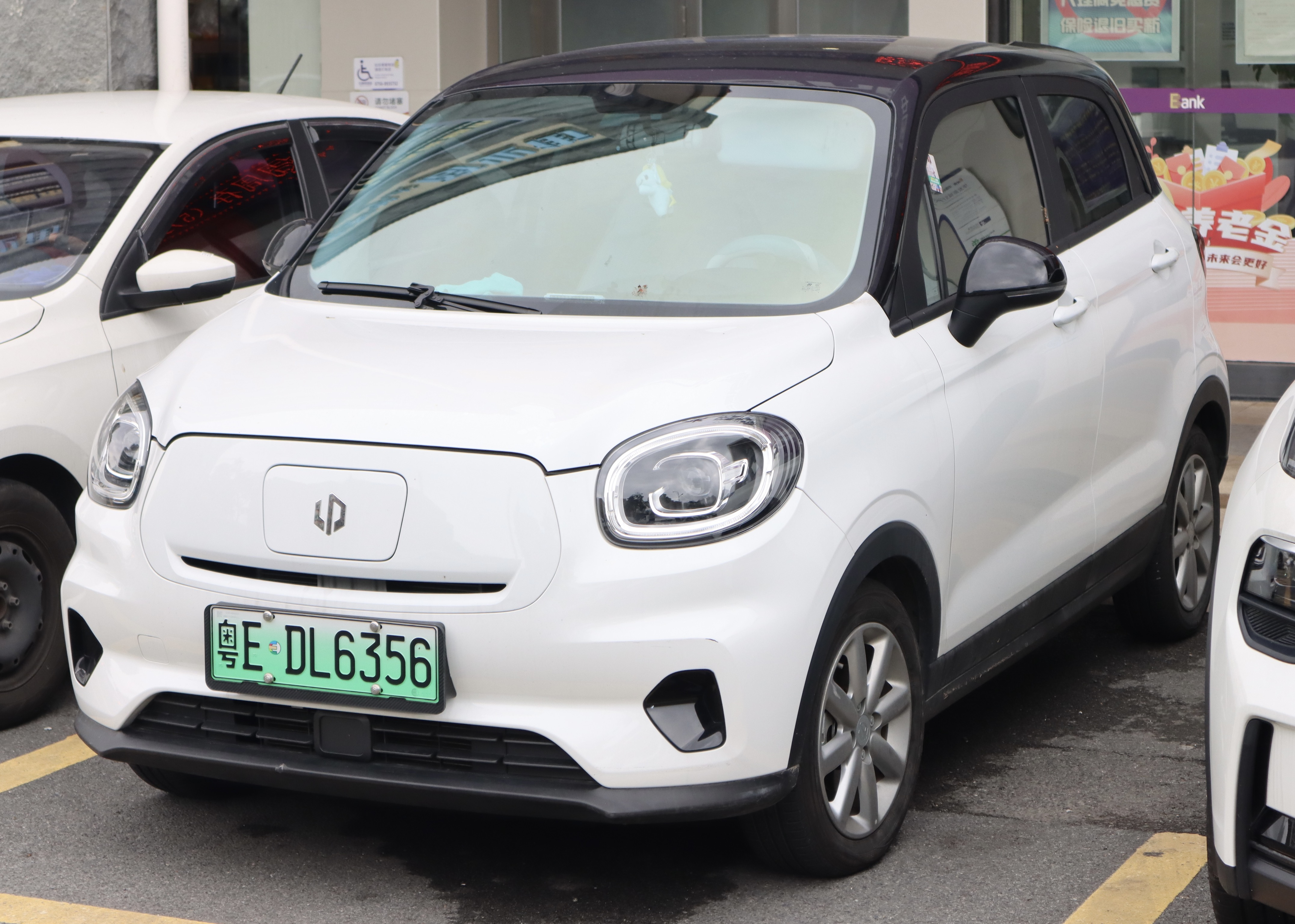
Leapmotor T03

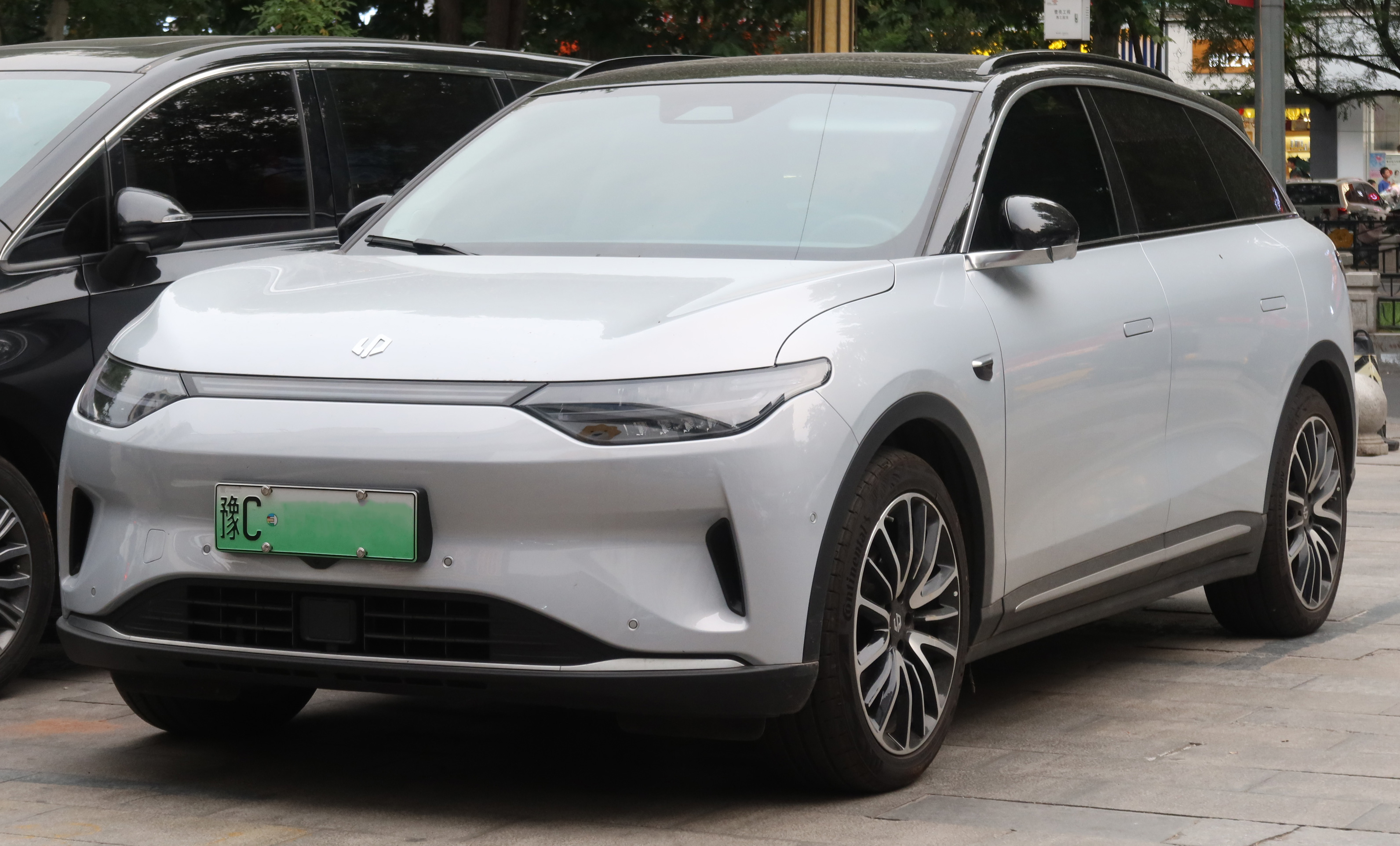
Leapmotor C11

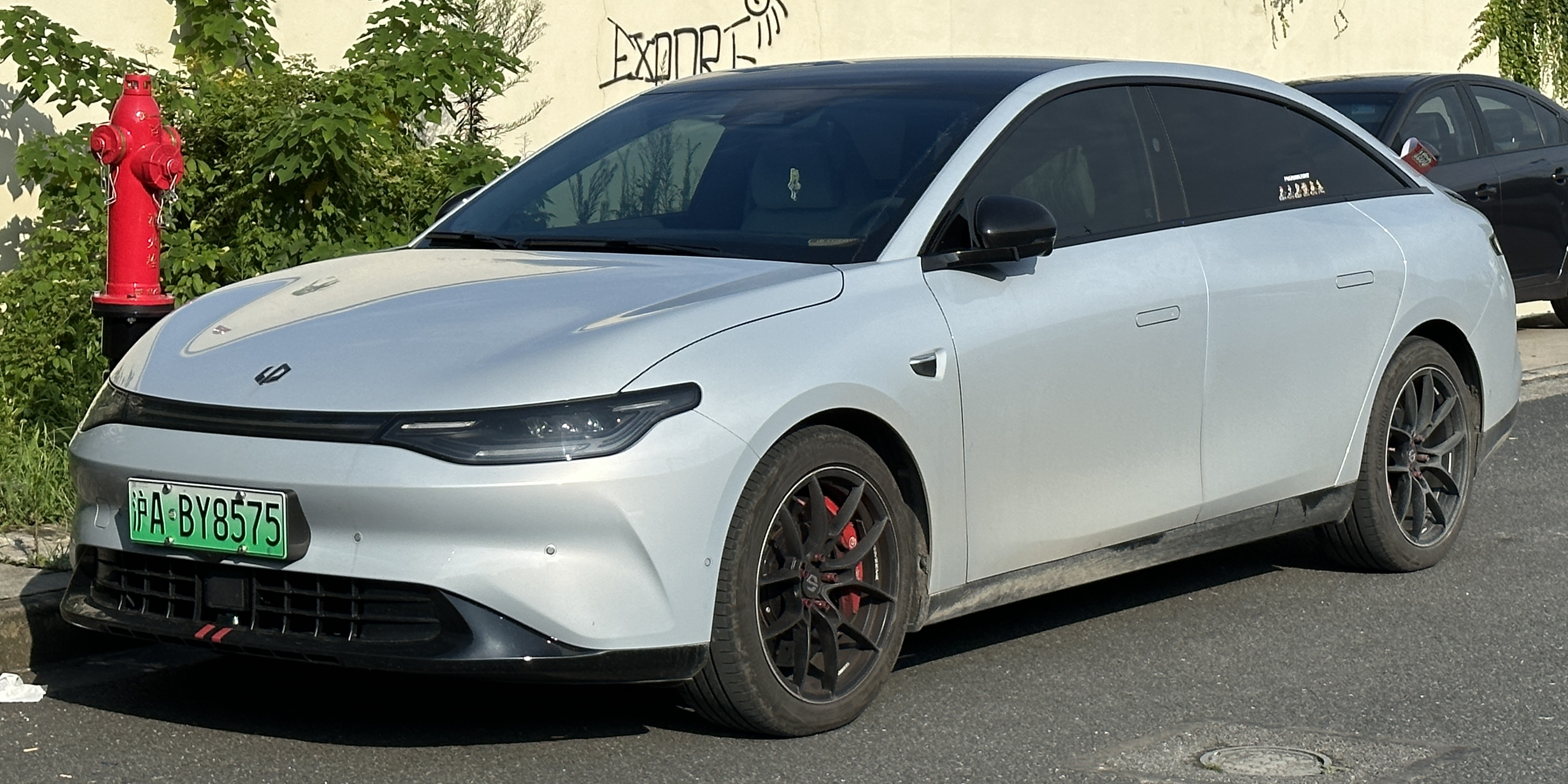
Leapmotor C01

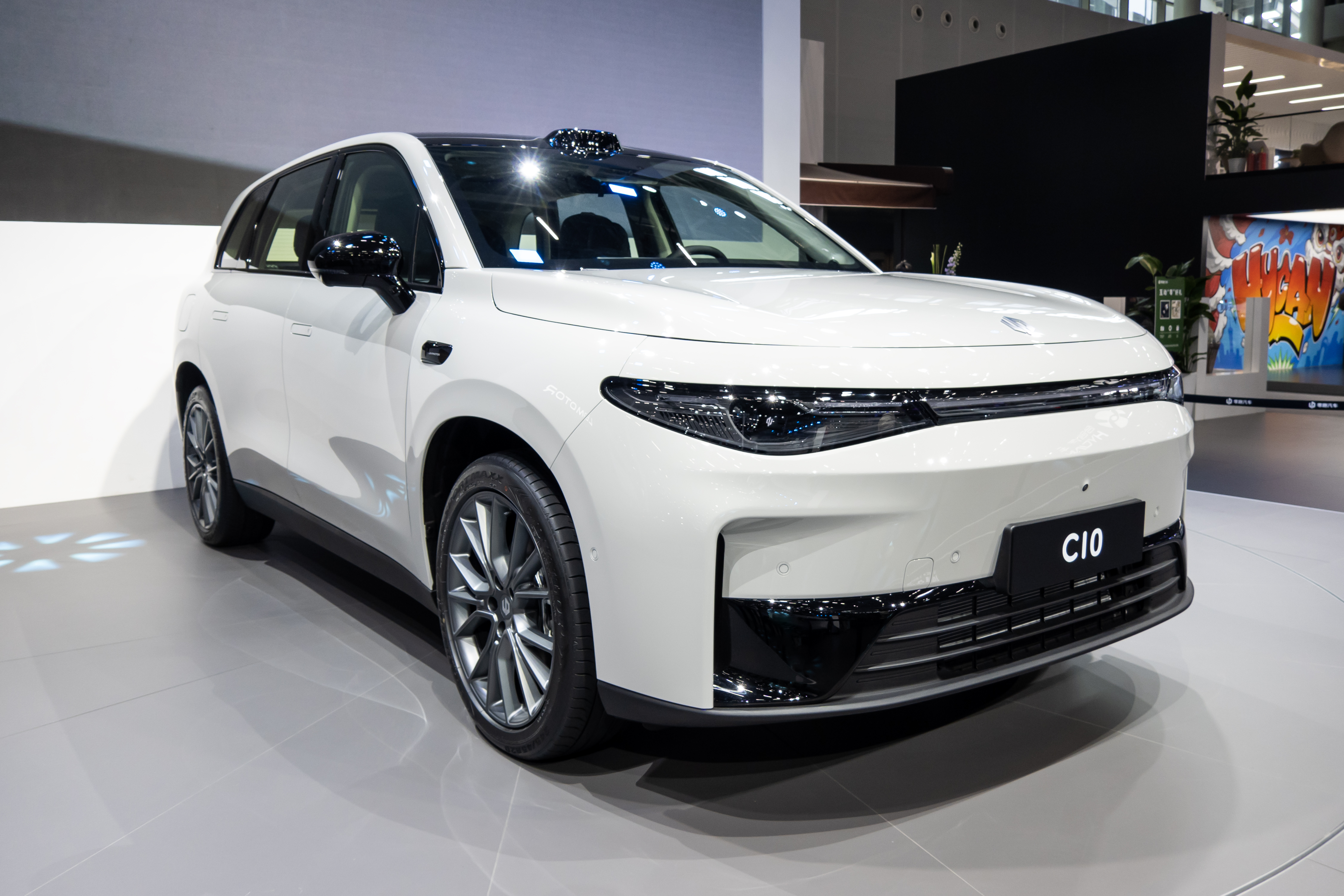
Leapmotor C10

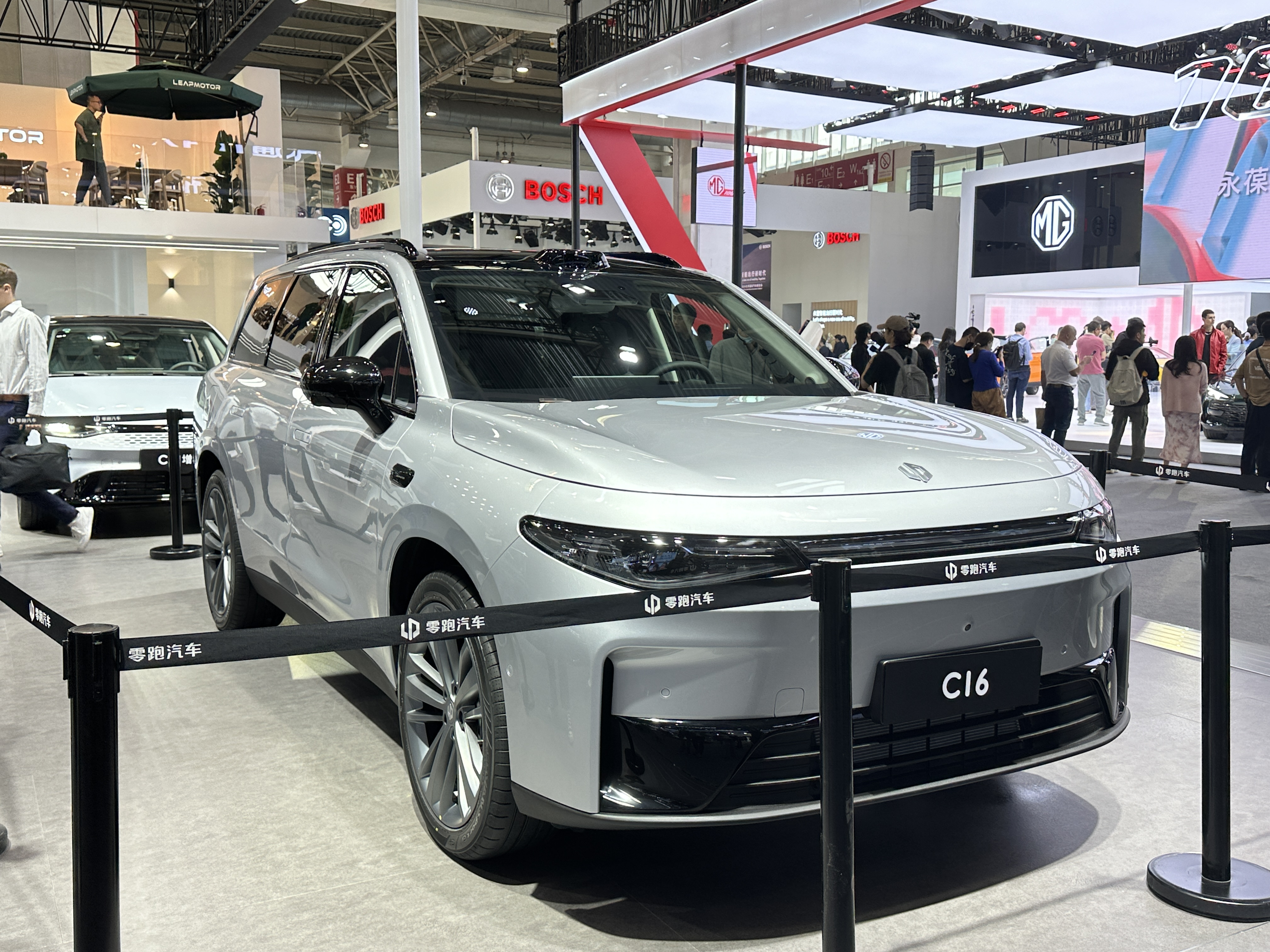
Leapmotor C16

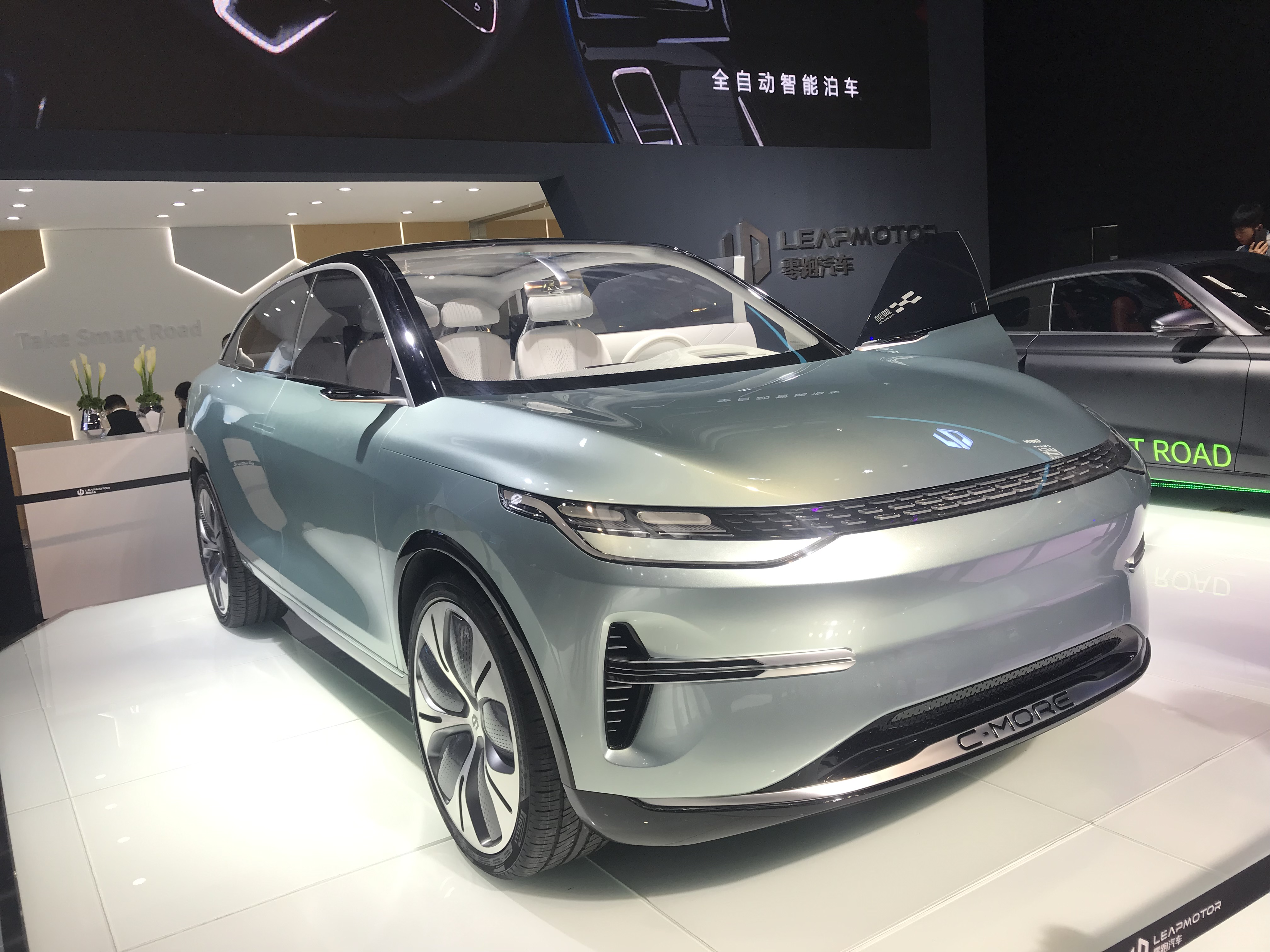
Leapmotor C-More Concept

Leapmotor (chiń. upr. 零跑汽车) – chiński producent elektrycznych samochodów osobowych, z siedzibą w Hangzhou, działający od 2015 roku. Należy do międzynarodowego koncernu Stellantis.

## Historia

### Era S01 i T01
Chiński startup powstał w marcu 2017 roku w Hangzhou z inicjatywy chińskiego biznesmena Zhu Jiangminga, za cel obierając rozwój początkowo niewielkich samochodów elektrycznych i ogłaszając swoje plany rozwoju jesienią tego samego roku. Studyjną zapowiedzią pierwszego pojazdu Leapmotor był prototyp miejskiego samochodu sportowego LP-S01 przedstawiony podczas wystawy samochodowej w Kantonie w listopadzie 2017 roku, z kolei jego seryjny wariant pod nazwą S01 został zaprezentowany oficjalnie niespełna półtora roku później, w 2019 roku. Drugim seryjnym pojazdem chińskiego producenta był niewielki hatchback o nazwie T03 będący odpowiedzią na takie modele, jak m.in. Ora Black Cat.

### Era C11 i C01
Zapowiedzią dalszego rozwoju firmy Leapmotor wobec większych i bardziej zaawansowanych technicznie pojazdów była prezentacja w maju 2019 roku prototypu dużego SUV-a z napędem elektrycznym o nazwie C-More Concept. Projekt został wdrożony do produkcji seryjnej w postaci modelu Leapmotor C11, który został zaprezentowany po raz pierwszy w grudniu 2020 roku. Luksusowy elektryczny SUV trafił do sprzedaży na rynku chińskim we wrześniu 2021. Samochód zdobył dużą popularność wśród nabywców, średnio w 2022 roku znajdując 4 tysiące nabywców i będąc przez to jednym z najpopularniejszych elektrycznych SUV-ów.
W maju 2022 Leapmotor przedstawiło swój czwarty produkcyjny model, który rozwinął koncepcję zaawansowanego technicznie, luksusowego samochodu elektrycznego. Wyższej klasy limuzyna C01 otrzymała rozbudowaną gamę wariantów napędowych i trafiła do sprzedaży na rodzimym rynku chińskim w drugiej połowie roku. Podobnie jak SUV C11, Leapmotor C01 wyróżnił się polityką cenową zakładającej konkurencyjnie skonstruowany cennik względem rodzimej i zagraicznej konkurencji. Nowatorskim rozwiązaniem stało się montowanie ogniwam zamocowanych bezpośrednio między nadwoziem i podwoziem.
W 2022 roku Leapmotor obszernie rozbudował swoją działalność i ogłosił dalsze strategiczne cele na kolejne lata. W czerwcu firma ogłosiła chęć rozpoczęcia dystrybucji i oficjalnej sprzedaży swoich modeli C11 i C01 na rynku europejskim. W tym samym roku samochody Leapmotor trafiły do sprzedaży w Izraelu za pośrednictwem prywatnego importera Metro Motor. Jesienią chiński startup razem z rodzimym potentatem BYD Auto wyraził chęć wspólnego nabycia fabryki Stellantis w Changsha, która w lipcu 2022 zaprzestała działalności w związku z wycofaniem się z lokalnych operacji międzynarodowego konglomeratu. We wrześniu chiński startup wszedł na Giełdę Papierów Wartościowych w Hongkongu, stając się odtąd spółką publiczną.

### Ekspansja i współpraca ze Stellantis
W sierpniu 2023 chińska filia koncernu Volkswagen Group, FAW-VW, zainicjowała rozmowy z Leapmotor w celu potencjalnego nabycia platformy do budowy przeznaczonych na chiński rynek nowych samochodów elektrycznych marki Jetta. W październiku tego samego roku konkurencyjny międzynarodowy konglomerat Stellantis z kolei sformalizował swoje zainteresowanie chińskim startupem Leapmotor poprzez nabycie 20-procentowego pakietu akcji o wartości ok. 1,5 miliarda euro.
W ramach kooperacji podpisano umowę o strategicznej i obszernej współpracy, w ramach czego  powstała także spółka joint-venture Leapmotor International o podziale akcji 51:49. W ten sposób możliwa będzie dystrybucja oraz produkcja samochodów Leapmotor na rynkach globalnych poza rodzimymi Chinami, zapewniając łatwiejsze warunki do planowanej już ekspansji firmy m.in. w Europie. Zapowiedzią tego była europejska premiera na IAA Mobility 2023 we wrześniu, podczas której przedstawiono pierwszy globalny produkt - dużego SUV-a Leapmotor C10.
Ostatniego dnia października potwierdzono, że samochody Leapmotor wraz z 2024 rokiem oficjalnie powiększają europejskie portfolio koncernu Stellantis jako 15. marka. Pozycja chińskiej firmy została określona jako producent przystępnych cenowo samochodów elektrycznych mających zapewnić kompromis pomiędzy podstawowymi nowinkami technologicznymi a ceną. W lutym 2024 roku Reuters podawał, że Stellantis bada możliwość uruchomienia produkcji nieokreślonego wówczas modelu Leapmotor we włoskich zakładach w turyńskim Mirafiori. Miesiąc później jendak podjęto decyzję, że wskazany już miejski model T03 trafi na montaż SKD w zakładach FCA Poland w Tychach.
W kwietniu 2024 podczas Beijing Auto Show Leapmotor przedstawił swojego trzeciego i zarazem największego SUV-a w postaci modelu C16 o napędach elektrycznym lub hybrydowym. Miesiąc później z kolei oficjalnie zainaugorowano działalność Leapmotor na rynku europejskim, ogłaszając rozpoczęcie operacji we wrześniu tego samego roku poczynając od miejskiego T03 oraz SUV-a C11 i wysekcjonowanego grona państw Europy Zachodniej i Środkowej. Na pod koniec października 2024 chińskie Ministerstwo Gospodarki poleciło Leapmotor wycofanie się z montażu T03 w polskich zakładach w Tychach jako odpowiedź na poparcie przez Polskę nałożenia unijnych ceł na chińskie samochody elektryczne.

## Modele samochodów

### Obecnie produkowane

#### Samochody osobowe
- T03
- B01
- C01

#### SUV-y
- B10
- C10
- C11
- C16

### Historyczne
- S01 (2019–2022)

### Studyjne
- Leapmotor LP-S01 Concept (2017)
- Leapmotor C-More Concept (2019)